# Fernand Divoire
Fernand Divoire (Bruselas, 10 de marzo de 1883; Vaucresson, Sena y Oise, 18 de julio de 1951) fue un escritor, poeta y periodista de origen belga y nacionalizado francés. Además de publicar libros de poesía, escribió también obras sobre ocultismo y ensayos filosóficos.

## Obras
Aunque su principal contribución y actividad es como escritor es en el género de la poesía, destacando aquí la obra Itinéraire. Poèmes avec parenthèses (1928), también trabajó como periodista, escribiendo reportajes y columnas para revistas del ámbito cultural y artístico como Art et médecine,  La Revue Musical y La Semaine à Paris. Muy interesado en la danza, su historia y desarrollo, desempeñó un papel muy relevante en la difusión de la danza moderna que a comienzos de siglo emergía liderada por Isadora Duncan. Es autor de muchos textos, artículos y ensayos sobre danza, entre los que destaca Découvertes sur la danse, avec dessins de Bourdelle, de Rego Monteiro et A. Domin, París, 1924  y  Pour la danse (escrito de 1935, también publicado en París). Con frecuencia se lo cita como el creador del pseudónimo Isadorables para el grupo de seis jóvenes jóvenes discípulas de Duncan.